# Superossido reduttasi
La superossido reduttasi è un enzima appartenente alla classe delle ossidoreduttasi, che catalizza la seguente reazione:
rubredossina ridotta + superossido + 2 H+ ⇄ rubredossina + H2O2
L'enzima contiene un ferro non-eme.